# Lasy liściaste zrzucające liście na zimę

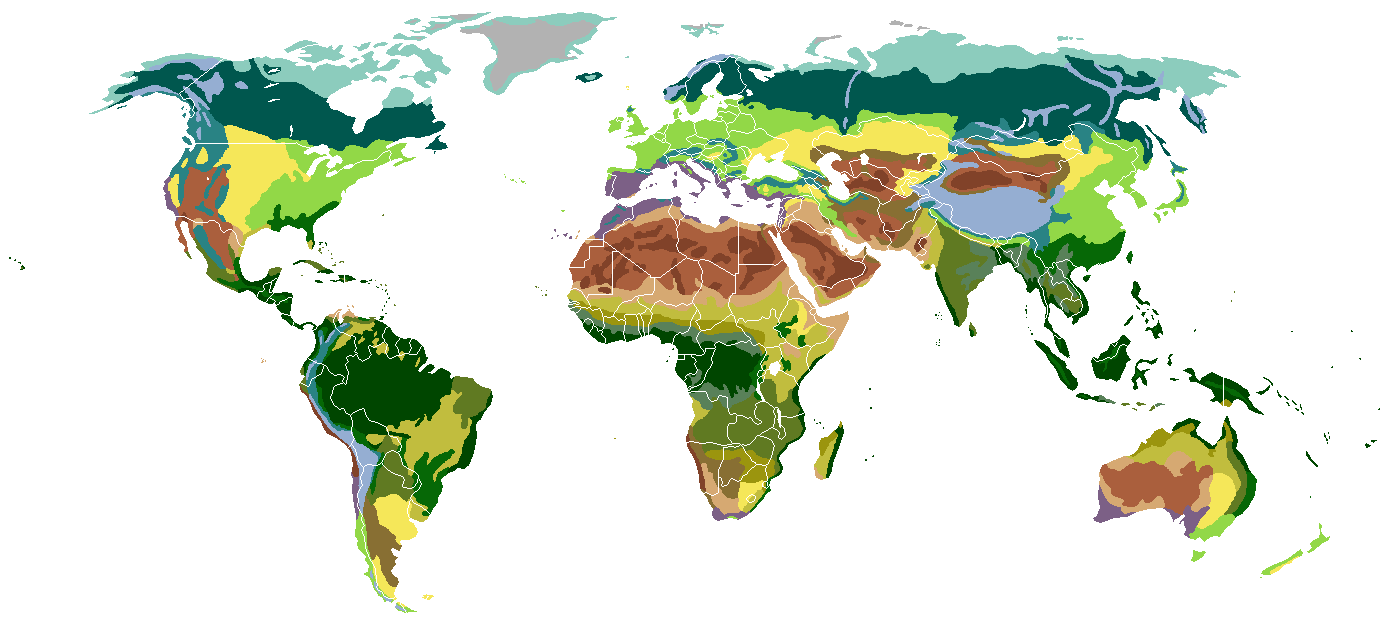
Rozmieszczenie biomów według jednego z systemów klasyfikacji. Strefa lasów liściastych zrzucających liście na zimę zaznaczona na jasno zielono

Lasy liściaste zrzucające liście na zimę – formacja roślinna zajmująca znaczną powierzchnię Europy, Azji i Ameryki Północnej. Zdominowana jest przez drzewa liściaste, które zrzucają liście podczas zimowej suszy fizjologicznej. 

## Zasięg
Strefa lasów liściastych zrzucających liście na zimę zajmuje obszar zróżnicowany klimatycznie, jednak najczęściej w strefie klimatu umiarkowanego ciepłego, rozciągając się niemal wzdłuż całego kontynentu europejskiego: zaczynając od Półwyspu Iberyjskiego na zachodzie i kontynuując swój zasięg w Azji. Na północy graniczy z tajgą, a na południu dociera do Półwyspu Apenińskiego i Półwyspu Bałkańskiego. W Azji lasy liściaste zrzucające liście na zimę ciągną się od Uralu po górny bieg Jeniseju (lasy drobnolistne) oraz między Amurem i Koreą Północną i Niziną Mandżurską (lasy wielkolistne). W Ameryce Północnej obszar zajmowany przez tę formację jest bardzo duży i sięga od ok. 95° długości geograficznej zachodniej po wybrzeże Atlantyku i od Krainy Wielkich Jezior i Rzeki św. Wawrzyńca po Zatokę Meksykańską. Na obszarze czarnomorskim i kaspijskim oraz na Nizinie Panońskiej lasy strefy umiarkowanej przechodzą w lasostep. W Ameryce Północnej analogiczny obszar tworzy tzw. półwysep preriowy. Lasy liściaste strefy umiarkowanej zrzucające liście na zimę występują niemal wyłącznie na półkuli północnej. W Ameryce Południowej lasy liściaste strefy umiarkowanej są budowane przez gatunki zimozielone.
Typowa postać tej formacji zajmuje nemoralną strefę klimatyczno-roślinną. Najczęściej jednak do tego biomu włącza się również lasy mieszane boreo-nemoralnej strefy przejściowej, a także lasy iglaste nawiązujące do tajgi lub roślinności śródziemnomorskiej leżące w obrębie tych stref. Północno-wschodnia granica strefy nemoralnej przebiega przez Polskę.  Dokładne granice strefy różnią się u różnych autorów. W zależności od ujęcia, do strefy lasów liściastych zrzucających liście na zimę zalicza się lub nie zalicza roślinność Florydy, lasy deszczowe strefy umiarkowanej, lasy mieszane strefy boreo-nemoralnej. W klasyfikacjach o małej liczbie wyróżnionych biomów, do lasów strefy umiarkowanej włączana jest również roślinność typu śródziemnomorskiego.

## Fizjonomia

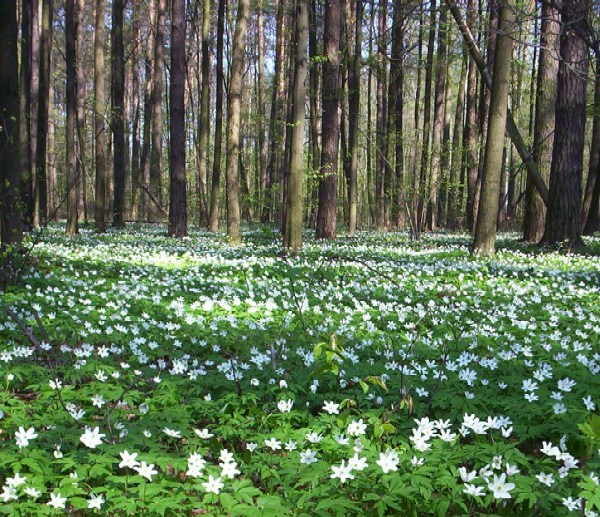
Aspekt wczesnowiosenny lasu grądowego z masowo kwitnącym zawilcem gajowym

W budowie omawianych lasów wyróżniają się trzy warstwy:
1. w dość wysokiej, jedno-, dwu-, lub trzypoziomowej warstwie drzew (30 m) występuje kilka gatunków albo jeden dominuje, a pozostałe stanowią mniej lub bardziej liczną domieszkę,
2. podszyt czyli warstwa krzewów jest lepiej lub słabiej rozwinięta w zależności od zbiorowiska,
3. runo składa się przeważnie z bylin, niekiedy z udziałem krzewinek w warstwie zielnej i zazwyczaj niewielkiej ilości mszaków w warstwie przyziemnej.

Niewiele jest pnączy. Florę epifityczną reprezentują mchy i porosty.
Cechą lasów liściastych strefy umiarkowanej jest wyraźna sezonowość wyznaczona przez coroczny rozwój, a następnie zrzucanie liści przez drzewa i krzewy liściaste w czasie poprzedzającym okres suszy fizjologicznej, powodowanej przez niskie temperatury zimowe. Sezonowe zmiany tych lasów są również widoczne w warstwie runa. Na początku okresu wegetacyjnego, przed listnieniem drzew rozwijają się światłolubne rośliny zielne, wymagające ponadto odpowiedniego nagrzania gleby, aby osiągnąć fazę kwitnienia. Występujący okresowo obraz nazywany jest aspektem sezonowym.  
Różnorodność gatunkowa i produktywność lasu strefy umiarkowanej, mniejsze wprawdzie niż lasu równikowego, są większe niż na sawannie. Sezonowość źródeł pożywienia powoduje sezonowe ruchy roślinożerców i związanych z nimi drapieżców.
Ze względu na dość wilgotny klimat liczne są jeziora, rzeki i strumienie. W obrębie lasów tej strefy często powstają torfowiska.

## Klimat
Lasy tej strefy rozwijają się na obszarach, gdzie okres wegetacji roślin trwa od 4 do 6 miesięcy, zima – od 3-4 miesięcy, roczna suma opadów wynosi od 700 do 1500 mm, a temperatury zmieniają się przeciętnie od -5 °C w styczniu do 20 °C w lipcu. Warunki klimatyczne tych obszarów wykazują dużą zmienność, głównie w zależności od położenia względem morza. W głębi kontynentów klimat jest bardziej suchy, z zimami mroźniejszymi i z cieplejszymi okresami letnimi niż na terenach nadmorskich. W kierunku północnym następuje też spadek średnich temperatur. 

## Gleby
Gleby są na ogół żyzne i bogate w próchnicę (na przykład gleby brunatnoziemne). Na glebach uboższych rozwijają się lasy iglaste, nawiązujące fizjonomicznie do roślinności innych stref.

## Zróżnicowanie geograficzne

### Lasy liściaste zrzucające liście na zimę w Europie

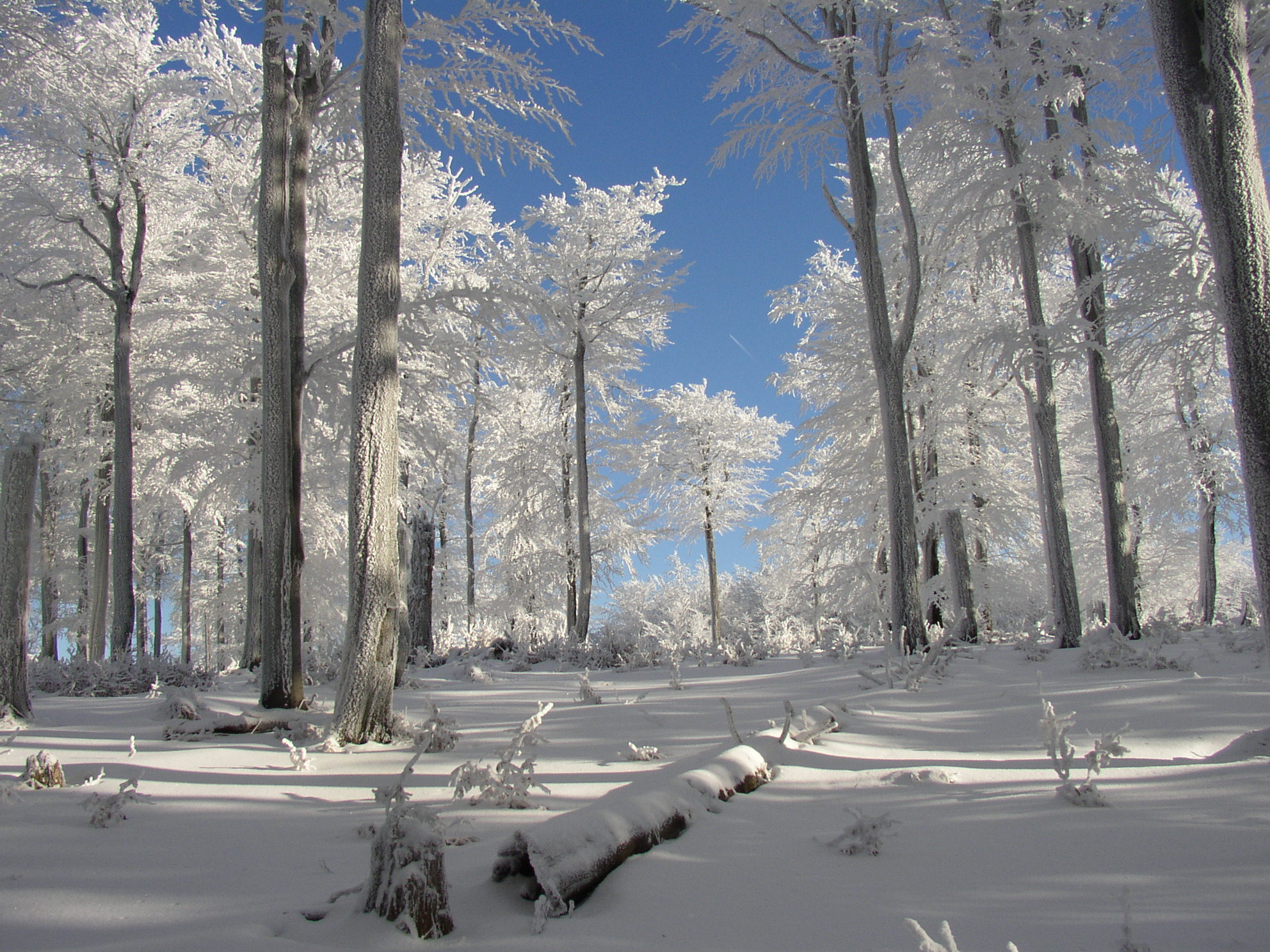
Górska buczyna zimą

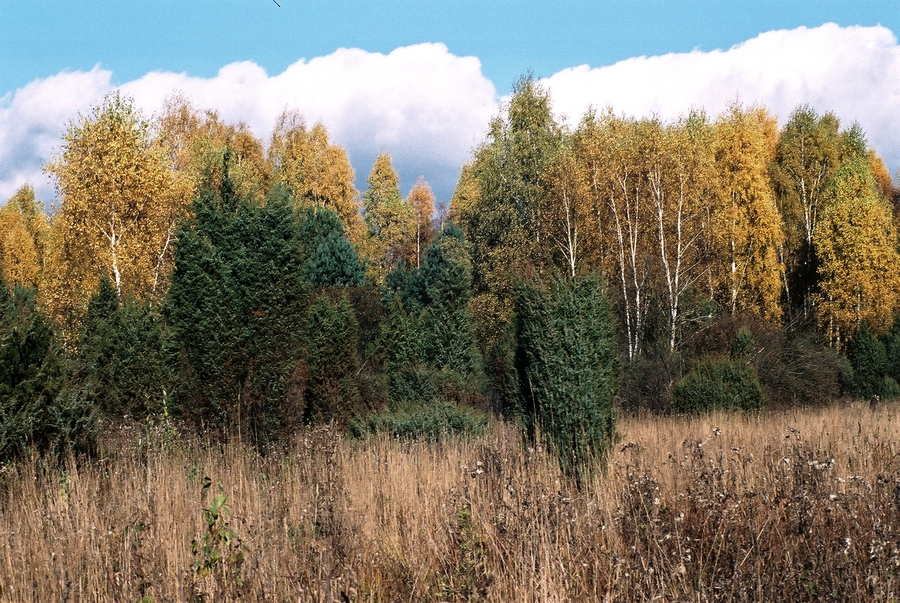
Las mieszany jesienią

Lasy liściaste strefy umiarkowanej charakteryzuje względnie mała liczba gatunków drzew. Drzewami dominującymi są dąb, buk i grab. Duże znaczenie ma wiąz, klon, lipa i jesion.

#### Buczyny
Środkowa i południowa część Europy charakteryzuje się występowaniem rozległych lasów bukowych. Na Wyspach Brytyjskich i w północnej części Europy Środkowej występują na nizinach, ale w miarę posuwania się na południe wchodzą coraz wyżej, nawet na zbocza gór, osiągając nawet 1900 m n.p.m. (zbocza Etny). W górach Kaukazu wchodzą do wysokości 1500 m n.p.m. Buczyny to lasy o dużym stopniu zacienienia, ze stosunkowo słabo rozwiniętym podszytem i runem. Dominującym elementem florystycznym jest buk zwyczajny Fagus sylvatica, a na Bałkanach F. moesiaca. Związki roślinne, które tworzą to buczyny środkowoeuropejskie (Fagion sylvaticae) i buczyny iliryjskie (Fagion illyricum). Na południowym wschodzie buczyny iliryjskie przechodzą w buczyny środkowobałkańskie (Fagion moesiacum i Fagion hellenicum). Do buczyn środkowoeuropejskich najbardziej podobne są buczyny dackie (Fagion dacikum) na Wyżynie Siedmiogrodzkiej i w Karpatach Południowych. Z kolei buczyny na Kaukazie i Krymie, określane mianem Fagion orientalis, mają wiele cech nietypowych. W ich drzewostanie przeważa odpowiednio: buk wschodni (Fagus orientalis) i buk krymski Fagus taurica. Lasy bukowe z domieszką jodły występujące na Półwyspie Apenińskim zaliczane są do Fagion austro-italicum. Na północy przechodzą w buczyny podalpejskie.

#### Dąbrowy
- W Europie buczyny sąsiadują często z lasami mieszanymi o różnym składzie, jak dąbrowy z domieszką olszy czarnej (Alnus glutinosa), brzozy omszonej (Betula pubescens) i jesionu wyniosłego (Fraxinus excelsior) (Irlandia).

- W zachodniej i północno-zachodniej Europie występują lasy brzozowo-dębowe (Qercus roburi-petraeae) z dębem szypułkowym i dębem bezszypułkowym oraz brzozą brodawkowatą Betula verrucosa (syn. B. pendula).

#### Grądy
Duży udział w szacie roślinnej Europy Środkowej mają grądy (Carpinion betuli). Są to lasy mieszane rosnące na glebach brunatnych. W wyższej partii koron występują dęby, klon zwyczajny i jesion. W niższej widać przede wszystkim grab, wiąz górski, lipę drobnolistną i czereśnię. Na zachodzie Europy w grądzie pojawia się też buk, a we wschodniej świerk. Warstwa krzewów jest dobrze rozwinięta, a runo bogate.

#### Łęgi
Lasy i zarośla łęgowe występują na całym kontynencie z wyjątkiem skrajnej północy. Wykazują duże zróżnicowanie, dzieląc się na łęgi wierzbowe, łęgi wiązowo-jesionowe, łęgi olszowe.

#### Olsy
W miejscach zabagnionych występują olsy, zarośla wierzbowe i olszyny górskie. 

### Lasy liściaste zrzucające liście na zimę w Azji
W Azji występują orzechy mandżurskie, korkowce, bożodrzewy i inne rodzaje endemiczne. Azjatyckie lasy liściaste i mieszane zamieszkiwane są przez jenoty, bardzo rzadkie pandy olbrzymie.

### Lasy liściaste zrzucające liście na zimę w Ameryce Północnej

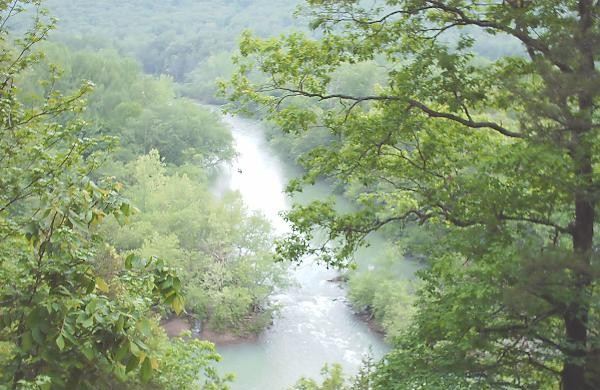
Las łęgowy w Arkansas

Ze względu na historię flory w okresie zlodowaceń, lasy liściaste Ameryki Północnej mają bogatszy skład gatunkowy niż ich europejskie odpowiedniki.